# Hans Rutschmann

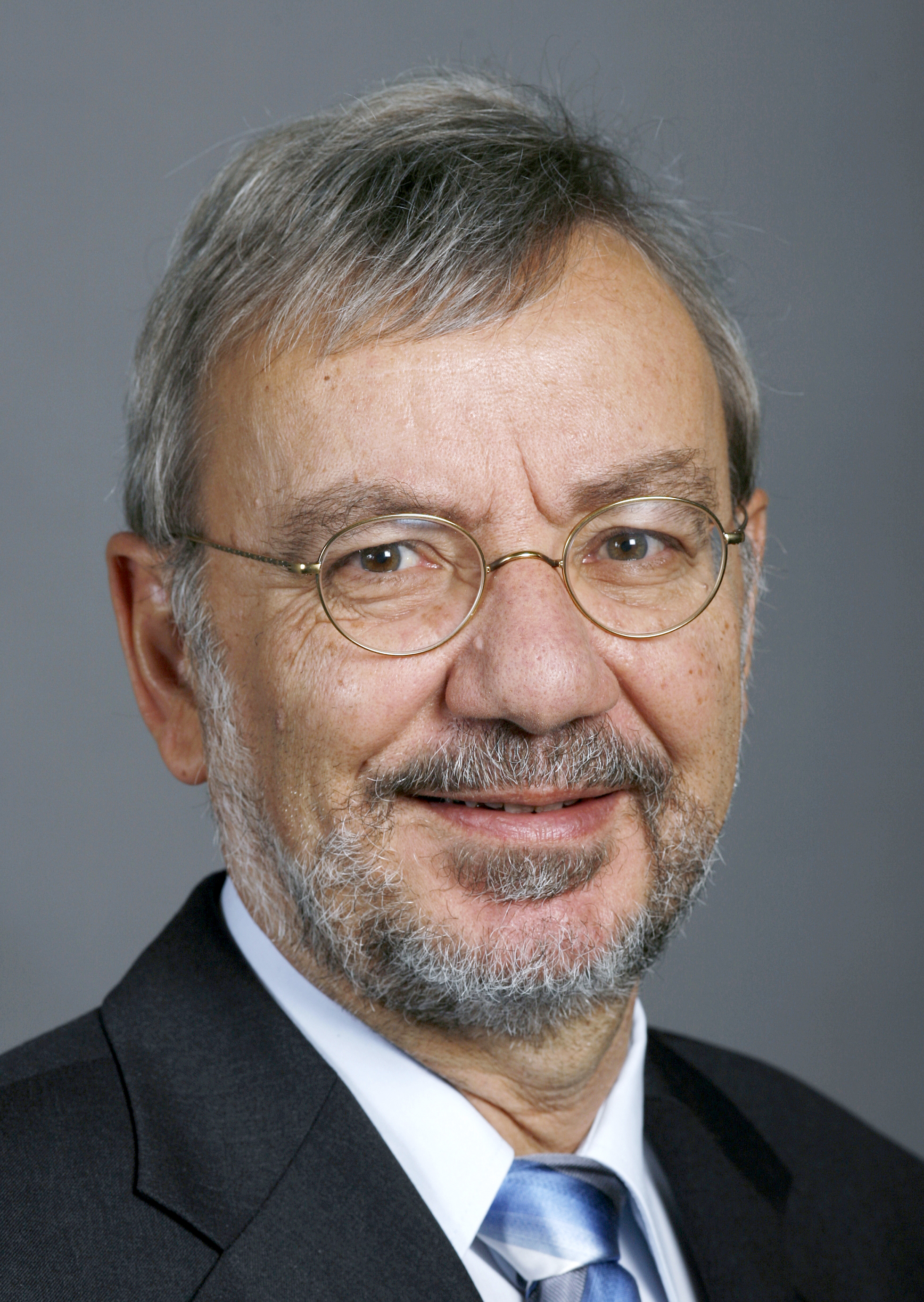
Hans Rutschmann

Hans Rutschmann (* 4. Juli 1947 in Bülach, heimatberechtigt in Rafz) ist ein Schweizer Politiker (SVP).

## Biografie
Das erste politische Amt hatte Rutschmann als Kantonsrat von 1983 bis 2003 inne und war im Amtsjahr 2000/2001 Kantonsratspräsident. Er war von 1991 bis 2002 Gemeindepräsident seines Heimatorts Rafz. Zum 1. März 2004 zog er in den Nationalrat ein und hatte bis zu den Wahlen 2011 Einsitz in der grossen Kammer.
Hans Rutschmann war bis 2012 VR-Präsident eines Architekturbüros in Rafz (Rutschmann Albrecht Zadik Architekten AG) mit über 20 Mitarbeiterinnen und Mitarbeitern. Er ist Inhaber der Firma Archtreuhand AG.
Er ist verheiratet, hat zwei Kinder und wohnt in Rafz im Kanton Zürich. Ferner ist er Oberst der Schweizer Armee.